# 9305 Hazard
9305 Hazard este un asteroid din centura principală de asteroizi.

## Descriere
9305 Hazard este un asteroid din centura principală de asteroizi. A fost descoperit pe 7 octombrie 1986 la Stația Anderson Mesa de Edward L. G. Bowell. El prezintă o orbită caracterizată de o semiaxă mare de 2,16 ua, o excentricitate de 0,18 și o înclinație de 3,7° în raport cu ecliptica.